# Abditomys latidens
Abditomys latidens es una especie de roedor de la familia Muridae. Es la única especie conocida del género Abditomys.

## Distribución geográfica
Es endémico de la isla de Luzón (Filipinas).